# Mistrovství Evropy ve fotbale žen
Mistrovství Evropy ve fotbale žen je hlavní fotbalovou soutěží národních týmů žen ve federaci UEFA. Hraje se každé 4 roky, první oficiální ročník se konal v roce 1984. Nejúspěšnější zemí je Německo, které zvítězilo na osmi z dosavadních čtrnácti mistrovství, které se do roku 2025 konaly.

## Přehled po letech
| Pořadí | Rok  | Pořadatelské země | Vítězky    | 2. místo  | 3. místo            |
| ------ | ---- | ----------------- | ---------- | --------- | ------------------- |
| 1.     | 1984 | –                 | Švédsko    | Anglie    | Dánsko a Itálie     |
| 2.     | 1987 | Norsko            | Norsko     | Švédsko   | Itálie              |
| 3.     | 1989 | Západní Německo   | SRN        | Norsko    | Švédsko             |
| 4.     | 1991 | Dánsko            | Německo    | Norsko    | Dánsko              |
| 5.     | 1993 | Itálie            | Norsko     | Itálie    | Dánsko              |
| 6.     | 1995 | –                 | Německo    | Švédsko   | Anglie a Norsko     |
| 7.     | 1997 | Norsko a Švédsko  | Německo    | Itálie    | Španělsko a Švédsko |
| 8.     | 2001 | Německo           | Německo    | Švédsko   | Dánsko a Norsko     |
| 9.     | 2005 | Anglie            | Německo    | Norsko    | Finsko a Švédsko    |
| 10.    | 2009 | Finsko            | Německo    | Anglie    | Nizozemsko a Norsko |
| 11.    | 2013 | Švédsko           | Německo    | Norsko    | Dánsko a Švédsko    |
| 12.    | 2017 | Nizozemsko        | Nizozemsko | Dánsko    | Anglie a Rakousko   |
| 13.    | 2022 | Anglie            | Anglie     | Německo   | Francie a Švédsko   |
| 14.    | 2025 | Švýcarsko         | Anglie     | Španělsko | Itálie a Německo    |
| 15.    | 2029 |                   |            |           |                     |

## Přehled úspěchů
| Tým        | Vítězky                                            | 2. místo                   | 3. místo                         |
| ---------- | -------------------------------------------------- | -------------------------- | -------------------------------- |
| Německo    | 8 (1989, 1991, 1995, 1997, 2001, 2005, 2009, 2013) | 1 (2022)                   | 1 (2025)                         |
| Norsko     | 2 (1987, 1993)                                     | 4 (1989, 1991, 2005, 2013) | 3 (1995, 2001, 2009)             |
| Anglie     | 2 (2022, 2025)                                     | 2 (1984, 2009)             | 2 (1995, 2017)                   |
| Švédsko    | 1 (1984)                                           | 3 (1987, 1995, 2001)       | 5 (1989, 1997, 2005, 2013, 2022) |
| Nizozemsko | 1 (2017)                                           |                            | 1 (2009)                         |
| Itálie     |                                                    | 2 (1993, 1997)             | 3 (1984, 1987, 2025)             |
| Dánsko     |                                                    | 1 (2017)                   | 5 (1984, 1991, 1993, 2001, 2013) |
| Španělsko  |                                                    | 1 (2025)                   | 1 (1997)                         |
| Finsko     |                                                    |                            | 1 (2005)                         |
| Rakousko   |                                                    |                            | 1 (2017)                         |
| Francie    |                                                    |                            | 1 (2022)                         |